# Ga Đà Lạt
Ga Đà Lạt là nhà ga tàu hỏa của thành phố Đà Lạt.
Nhà ga được người Pháp xây dựng từ năm 1932 đến 1938 thì hoàn thành, là nhà ga đầu mối trên tuyến đường sắt Tháp Chàm – Đà Lạt dài 84 km. Nhà ga có phong cách kiến trúc độc đáo, có ba mái hình chóp, là cách điệu ba đỉnh núi Langbiang hoặc nhà rông Tây Nguyên. Nhà ga đã được Bộ Văn hóa - Thông tin Việt Nam công nhận là di tích lịch sử văn hóa quốc gia. Nhà ga hiện đang là điểm tham quan du lịch hấp dẫn của thành phố Đà Lạt. Tuyến đường sắt duy nhất hiện nay nhà ga còn phục vụ chính là tuyến Thành phố Đà Lạt – Trại Mát dài 7 km đưa du khách đến với Trại Mát và chùa Linh Phước.

## Lịch sử
Theo một tư liệu lịch sử, dự án xây dựng tuyến đường sắt từ Tháp Chàm đi Đà Lạt được Toàn quyền Paul Doumer phê duyệt và xây dựng từ năm 1908 đến năm 1922. Công ty thầu khoán Á Châu được ủy nhiệm nghiên cứu làm đoạn đường xe lửa răng cưa Kroongpha - Dran theo kiểu Thụy Sĩ, với đoạn đường sắt răng cưa dài khoảng 10 km, vượt độ cao 1.000m của đèo Sông Pha với độ dốc 12% để đến đất Dran của Lâm Đồng.
Kể từ khi có nhà ga Đà Lạt thì số lượng khách du lịch đến với thành phố du lịch và nghỉ dưỡng ngày càng nhiều. Khi đó, trên mỗi chuyến tàu, ngoài toa vận chuyển hàng hóa còn có 3 toa chở khách, và những toa chở khách này cũng được phân ra theo 3 hạng khác nhau.
Sau khi người Pháp rời Việt Nam, việc chạy tàu từ Đà Lạt đi Tháp Chàm vẫn được duy trì. Đến thời Việt Nam Cộng hòa, tuyến đường sắt này chủ yếu phục vụ việc vận chuyển thiết bị cho chiến tranh nên đã bị quân giải phóng cắt đứt và nhà ga này ngừng hoạt động năm 1972. Có 3 tuyến đường được khai thác lúc bấy giờ là: Tháp Chàm - Đà Lạt - Nha Trang; Tháp Chàm - Đà Lạt; Sài Gòn - Tháp Chàm - Đà Lạt đều đều lăn bánh. Đến năm 1972, khi chiến tranh trở nên ác liệt, tuyến đường sắt này buộc phải ngưng hoạt động.Sau giải phóng, tuyến đường sắt này được khôi phục và chính thức kéo còi vào ngày ngày 19 tháng 5 năm 1975, nhân kỷ niệm ngày sinh nhật Hồ Chí Minh.

## Mô tả

Một đoạn đường sắt răng cưa trước đây đang thi công

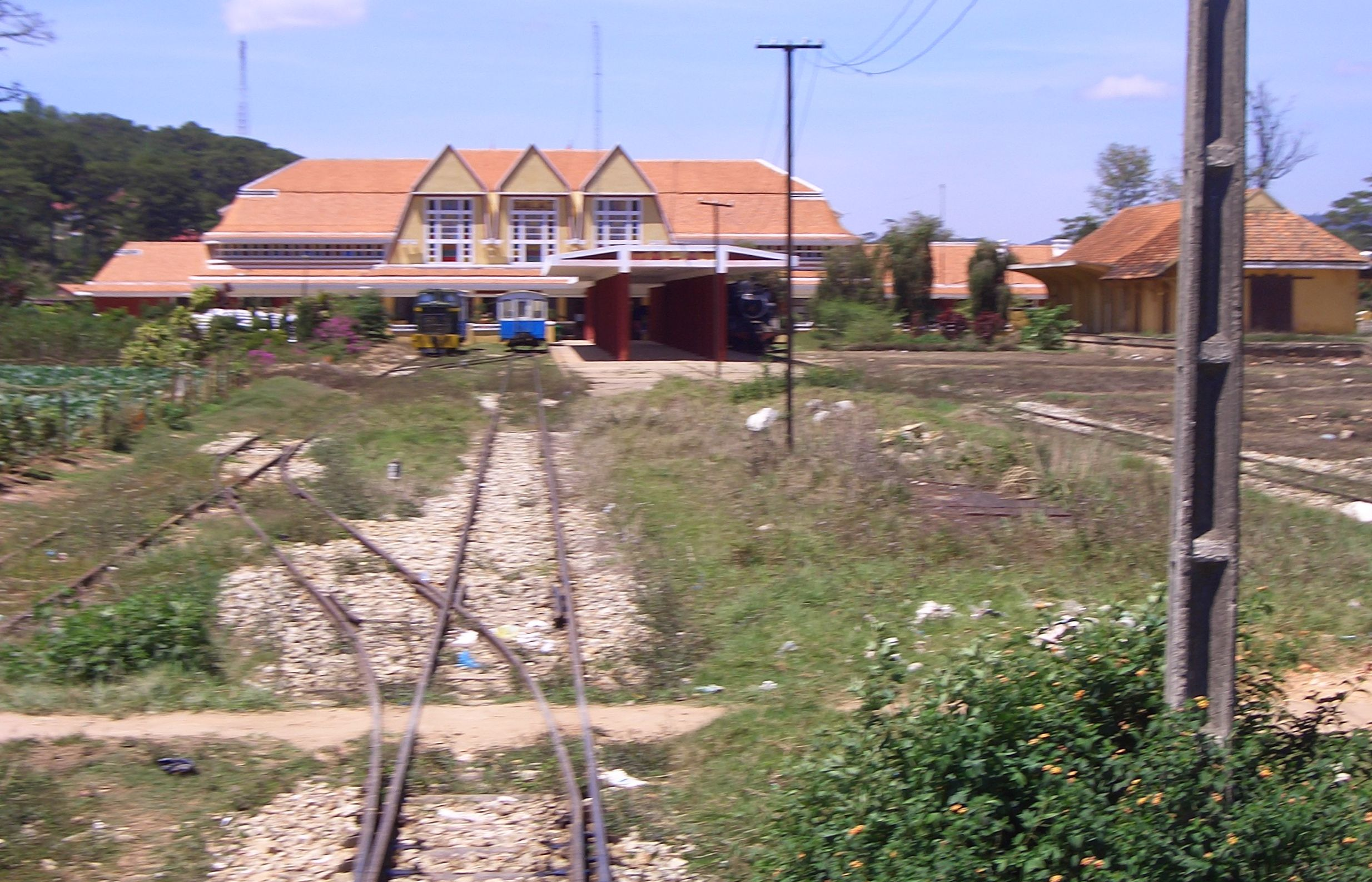
Đường ray hiện nay

Công trình do hai kiến trúc sư người Pháp là Moncet và Reveron thiết kế. Người thi công công trình là thầu khoán Võ Đình Dung, với kinh phí xây dựng là 200.000 francs.
Hình dáng nhà ga giống núi Langbiang hùng vĩ, với chiều dài 66,5m; chiều ngang 11,4m và chiều cao 11m. Nếu đem so sánh, kiến trúc Ga Đà Lạt tựa như nhà ga miền Nam nước Pháp với phần nhô ra từ nóc và thụt vào phía chân theo hướng thẳng đứng. Nhà ga có 3 chóp nhọn, tượng trưng cho núi Langbiang – đỉnh núi cao nhất vùng. Phía trước còn có mặt đồng hồ to ghi lại thời gian mà bác sĩ Alexandre Yersin đã phát hiện ra Đà Lạt.
Tuyến đường sắt nhà ga xây dựng từ năm 1932 là đường ray và đầu máy răng cưa. Tuyến đường sắt này dài 84 km và 16 đầu máy. Lúc bấy giờ, đường ray răng cưa và đầu máy răng cưa được xem là độc đáo nhất thế giới. Vì phải lên Đèo Ngoạn Mục để có thể lên thành phố Đà Lạt. Tuyến đường sắt phải xây dựng qua nhiều hầm chui, phía sau phải có đầu tàu đẩy. Các kiến trúc đã xây dựng đường ray ròng rã suốt 10 năm và phải tốn chi phí cao gấp 2 - 3 lần bình thường.
Đường sắt răng cưa Sông Pha - Đà Lạt được thiết kế theo kiểu Thuỵ Sĩ. Đường sắt có 3 đường ray. Một nằm giữa được thiết kế có răng cưa để tàu có thể leo dốc an toàn. Đây là kiểu đường sắt chỉ có ở Đà Lạt và Thuỵ Sĩ. Hiện nay, cả tuyến đường sắt Đà Lạt không còn dấu tích các đoạn răng cưa.

## Du lịch
Nhà ga Đà Lạt hiện nay đã không còn sử dụng để vận chuyển mà là nhà ga phục vụ du lịch. Với tuyến đường 7 km, tàu sẽ đưa du khách khám phá phố núi. Tuy chạy tốc độ rất chậm và đầu tàu kêu to, thế nhưng, đây là nơi hấp dẫn của nhà ga phục vụ du khách tham quan ngắm cảnh trên đường đi. Điểm cuối cùng khách tham quan là Chùa Linh Phước – hay còn được gọi là chùa Ve Chai – một kiến trúc Phật giáo đặc sắc và cùng khám phá phường Trại Mát.

## Hiện nay

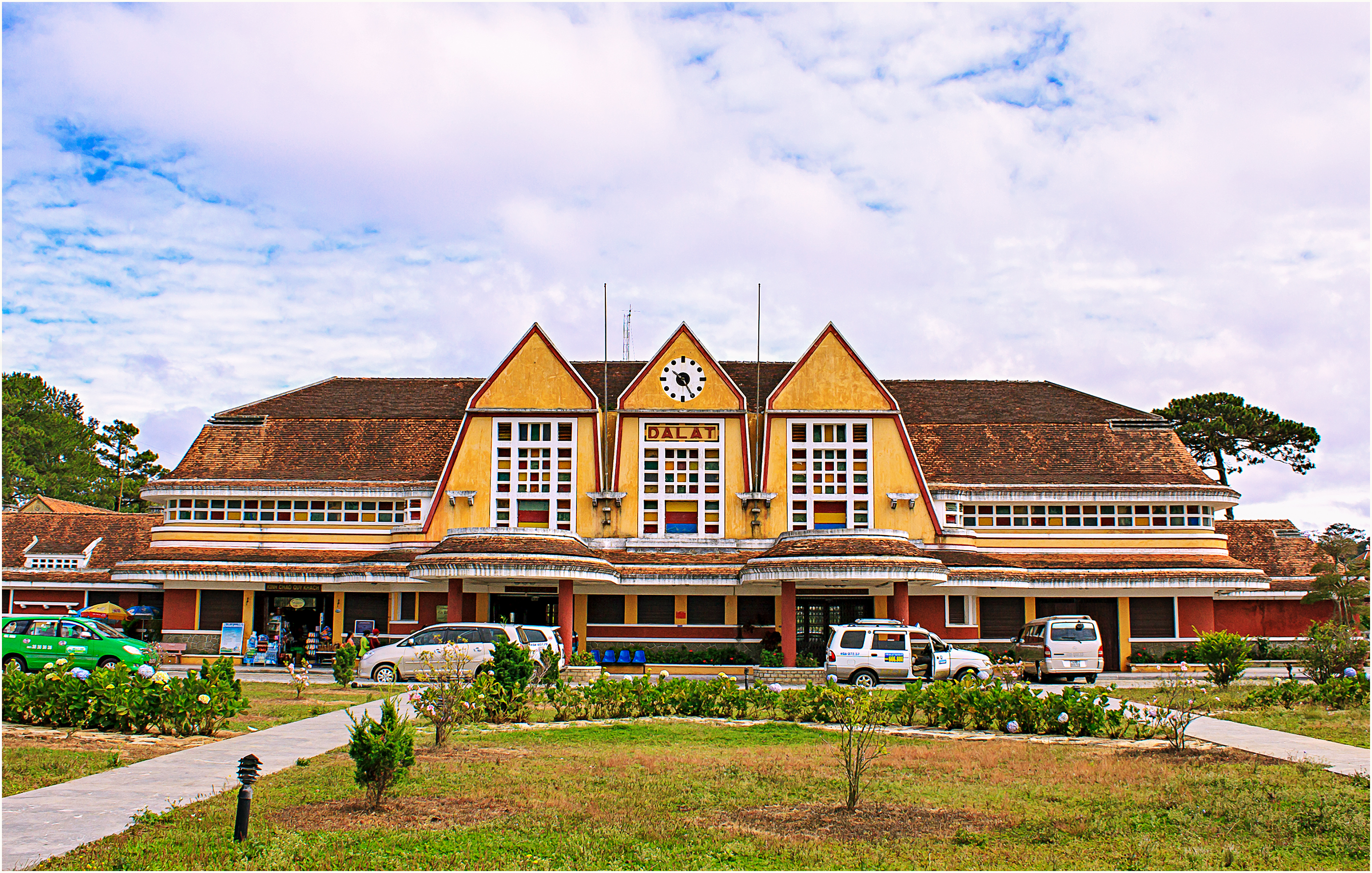
Nhà ga Đà Lạt (chính diện)

Với độ dài 7 km, tàu chạy mất 20 phút đi và 20 phút về lại ga, 30 phút dừng ở Chùa Ve Chai để khách tham quan.
Giá vé: Cao nhất 150.000 đồng, thấp nhất 101.000 đồng. (Cập nhật tháng 11 năm 2018)
Đang có một đề án khôi phục tuyến đường sắt này trên cơ sở tuyến đường cũ với các thông số kỹ thuật trước đây. Theo đó: Tuyến đường sắt mới cũng sẽ dài 84km, đặc biệt là trong đó vẫn có hai đoạn răng cưa 14km có độ dốc 120 phần nghìn vượt đèo Sông Pha; đi qua 5 hầm; khổ đường 1m... Theo kỳ vọng của ngành đường sắt Việt Nam, việc khôi phục tuyến đường sắt răng cưa duy nhất của Việt Nam sẽ được hoàn thành vào cuối năm 2015 với tổng vốn khoảng 5 ngàn tỷ đồng. Tuy nhiên cho đến ngày nay (năm 2019) dự án này vẫn chưa được khởi công xây dựng.
Nhà ga hiện đang sử dụng 2 đầu máy là D4H-462 và D4H-866.

## Kỷ lục
Ga Đà Lạt của thành phố Đà Lạt được xem là nhà ga độc đáo với các kỷ lục:
- Nhà ga cao nhất.[1]
- Nhà ga cổ nhất cùng với ga Hải Phòng, lâu đời nhất ở, Đông Nam Á, Đông Dương.[1]
- Đầu tàu chạy bằng hơi nước duy nhất chỉ có ở Đà Lạt.[1]
- Nhà ga độc đáo nhất.[1]
- Nhà ga đẹp nhất Việt Nam.[1]
- Từ tối 14 tháng 4 năm 2024, ga Đà Lạt chính thức vận hành chuyến tàu đêm phục vụ khách du lịch[5]